# Мияке (село)
Мияке (яп. 三宅村 Миякэ-мура) — село в Японии, находящееся в округе Мияке префектуры Токио. Площадь села составляет 55,50 км², население — 2274 человека (1 октября 2020), плотность населения — 40,97 чел./км².

## Географическое положение
Село расположено на острове Миякедзима в префектуре Токио региона Канто.

## Население
Население села составляет 2274 человека (1 октября 2020), а плотность — 40,97 чел./км². Изменение численности населения с 1980 по 2005 годы:
| 1980 | 4228 чел. |  |
| 1985 | 4167 чел. |  |
| 1990 | 3911 чел. |  |
| 1995 | 3831 чел. |  |
| 2000 | 0 чел.    |  |
| 2005 | 2439 чел. |  |

## Символика
Деревом села считается Castanopsis sieboldii, цветком — гортензия, птицей — Turdus celaenops.